# Campeonato Brasileiro Feminino de Xadrez de 1963
O Campeonato Brasileiro Feminino de Xadrez de 1963 foi a 7ª edição do evento, realizado na cidade do  Rio de Janeiro de 20 de novembro a 1 de dezembro de 1963. A baiana  Ruth Cardoso foi a campeã.

## Classificação final
A competição foi jogada no sistema de todas contra todas em dois turnos. 
| N° | Jogadora          | Estado | 1   | 2   | 3   | Pontos |
| -- | ----------------- | ------ | --- | --- | --- | ------ |
| 1  | Ruth Cardoso      | BA     | --  | ½ ½ | 1 1 | 3,0    |
| 2  | Noemi de Oliveira | GB     | ½ ½ | --  | 1 1 | 3,0    |
| 3  | Sônia Paredes     | GB     | 0 0 | 0 0 | --  | 0,0    |

Com o empate no primeiro lugar, um match de desempate, em melhor de 3 partidas, foi jogado.
| N° | Jogadora          | Estado | 1 | 2 | 3 | Pontos |
| -- | ----------------- | ------ | - | - | - | ------ |
| 1  | Ruth Cardoso      | BA     | 1 | 0 | 1 | 2,0    |
| 2  | Noemi de Oliveira | GB     | 0 | 1 | 0 | 1,0    |